# Italië op de Olympische Winterspelen 2014
Italië is een van de landen die deelneemt aan de Olympische Winterspelen 2014 in Sotsji, Rusland.

## Medailleoverzicht
| Sport       | Olympiër                                                      | Onderdeel       | Medaille |
| ----------- | ------------------------------------------------------------- | --------------- | -------- |
| Alpineskiën | Christof Innerhofer                                           | Afdaling        | Zilver   |
| Shorttrack  | Arianna Fontana                                               | 500 m (v)       | Zilver   |
| Alpineskiën | Christof Innerhofer                                           | Combinatie      | Brons    |
| Biatlon     | Dorothea Wierer Karin Oberhofer Dominik Windisch Lukas Hofer  | Estafette (m+v) | Brons    |
| Kunstrijden | Carolina Kostner                                              | Vrouwen         | Brons    |
| Rodelen     | Armin Zöggeler                                                | Mannen          | Brons    |
| Shorttrack  | Arianna Fontana                                               | 1500 m (v)      | Brons    |
| Shorttrack  | Arianna Fontana Lucia Peretti Martina Valcepina Elena Viviani | Relay (v)       | Brons    |

## Deelnemers en resultaten
Het overzicht van de deelnemers en resultaat per sport volgt.

 (m) = mannen, (v) = vrouwen 

### Alpineskiën
Mannen
| Olympiër            | Onderdeel    | Resultaat | Prestatie                                                           |
| ------------------- | ------------ | --------- | ------------------------------------------------------------------- |
| Luca de Aliprandini | Reuzenslalom | 11e       | 1e run: 1.23,08 (19e) 2e run: 1.23,83 (7e) totaal: 2.46,91 (+1,62)  |
| Peter Fill          | Combinatie   | DNF       | afdaling: 1.54,98 (16e) slalom: niet gefinisht                      |
| Peter Fill          | Afdaling     | 7e        | 2.06,72 (+0,49)                                                     |
| Peter Fill          | Super G      | 8e        | 1.18,85 (+0,71)                                                     |
| Stefano Gross       | Slalom       | 4e        | 1e run: 47,45 (3e) 2e run: 55,27 (7e) totaal: 1.42,72 (+0,88)       |
| Werner Heel         | Afdaling     | 12e       | 2.07,16 (+0,93)                                                     |
| Werner Heel         | Super G      | 17e       | 1.19,74 (+1,60)                                                     |
| Christof Innerhofer | Combinatie   | Brons     | afdaling: 1.54,30 (8e) slalom: 51,37 (3e) totaal: 2.45,67 (+0,47)   |
| Christof Innerhofer | Afdaling     | Zilver    | 2.06,29 (+0,06)                                                     |
| Christof Innerhofer | Super G      | DNF       | niet gefinisht                                                      |
| Manfred Mölgg       | Reuzenslalom | DNF       | 1e run: 1.22,93 (17e) 2e run: niet gefinisht                        |
| Manfred Mölgg       | Slalom       | DNF-2     | 1e run: 48,38 (12e) 2e run: niet gefinisht                          |
| Roberto Nani        | Reuzenslalom | DNF       | 1e run: 1.22,65 (12e) 2e run: niet gefinisht                        |
| Dominik Paris       | Combinatie   | 18e       | afdaling: 1.54,46 (10e) slalom: 54,99 (22e) totaal: 2.49,45 (+4,25) |
| Dominik Paris       | Afdaling     | 11e       | 2.07,13 (+0,90)                                                     |
| Dominik Paris       | Super G      | 16e       | 1.19,70 (+1,56)                                                     |
| Giuliano Razzoli    | Slalom       | DNF-2     | 1e run: 48,50 (16e) 2e run: niet gefinisht                          |
| Davide Simoncelli   | Reuzenslalom | 17e       | 1e run: 1.22,35 (3e) 2e run: 1.25,00 (23e) totaal: 2.47,35 (+2,06)  |
| Patrick Thaler      | Slalom       | DNF-1     | 1e run: niet gefinisht                                              |

Vrouwen
| Olympiër            | Onderdeel    | Resultaat | Prestatie |
| ------------------- | ------------ | --------- | --------- |
| Federica Brignone   | Combinatie   |           |           |
| Federica Brignone   | Afdaling     |           |           |
| Federica Brignone   | Super G      |           |           |
| Chiara Costazza     | Slalom       |           |           |
| Elena Fanchini      | Combinatie   |           |           |
| Elena Fanchini      | Afdaling     |           |           |
| Elena Fanchini      | Super G      |           |           |
| Nadia Fanchini      | Combinatie   |           |           |
| Nadia Fanchini      | Afdaling     |           |           |
| Nadia Fanchini      | Super G      |           |           |
| Denise Karbon       | Reuzenslalom |           |           |
| Francesca Marsaglia | Combinatie   |           |           |
| Francesca Marsaglia | Afdaling     |           |           |
| Francesca Marsaglia | Super G      |           |           |
| Daniela Merighetti  | Combinatie   |           |           |
| Daniela Merighetti  | Afdaling     |           |           |
| Daniela Merighetti  | Super G      |           |           |
| Verena Stuffer      | Combinatie   |           |           |
| Verena Stuffer      | Afdaling     |           |           |
| Verena Stuffer      | Super G      |           |           |

### Biatlon
Mannen
| Olympiër             | Onderdeel     | Resultaat | Prestatie |
| -------------------- | ------------- | --------- | --------- |
| Christian de Lorenzi | Individueel   |           |           |
| Christian de Lorenzi | Sprint        |           |           |
| Christian de Lorenzi | Achtervolging |           |           |
| Lukas Hofer          | Individueel   |           |           |
| Lukas Hofer          | Sprint        |           |           |
| Lukas Hofer          | Achtervolging |           |           |
| Lukas Hofer          | Massastart    |           |           |
| Daniel Taschler      |               |           |           |
| Dominik Windisch     | Individueel   |           |           |
| Dominik Windisch     | Sprint        |           |           |
| Dominik Windisch     | Achtervolging |           |           |
| Dominik Windisch     | Massastart    |           |           |
| Markus Windisch      | Individueel   |           |           |
| Markus Windisch      | Sprint        |           |           |
|                      | Estafette     |           |           |

Vrouwen
| Olympiër           | Onderdeel     | Resultaat | Prestatie |
| ------------------ | ------------- | --------- | --------- |
| Nicole Gontier     | Individueel   |           |           |
| Nicole Gontier     | Sprint        |           |           |
| Nicole Gontier     | Achtervolging |           |           |
| Karin Oberhofer    | Individueel   |           |           |
| Karin Oberhofer    | Sprint        |           |           |
| Karin Oberhofer    | Achtervolging |           |           |
| Karin Oberhofer    | Massastart    |           |           |
| Michela Ponza      | Sprint        |           |           |
| Michela Ponza      | Achtervolging |           |           |
| Michela Ponza      | Massastart    |           |           |
| Alexia Runggaldier | Individueel   |           |           |
| Dorothea Wierer    | Individueel   |           |           |
| Dorothea Wierer    | Sprint        |           |           |
| Dorothea Wierer    | Achtervolging |           |           |
| Dorothea Wierer    | Massastart    |           |           |
|                    | Estafette     |           |           |

Gemengd
| Olympiër | Onderdeel          | Resultaat | Prestatie |
| -------- | ------------------ | --------- | --------- |
| [[]]     | Gemengde estafette |           |           |

### Bobsleeën
| Olympiër                                                        | Onderdeel    | Resultaat | Prestatie |
| --------------------------------------------------------------- | ------------ | --------- | --------- |
| Simone Bertazzo Simone Fontana                                  | Tweemans (m) |           |           |
| Simone Bertazzo Francesco Costa Simone Fontana William Frullani | Viermans (m) |           |           |

### Freestyleskiën
| Olympiër        | Onderdeel      | Resultaat | Prestatie |
| --------------- | -------------- | --------- | --------- |
| Giacomo Matiz   | Moguls (m)     |           |           |
| Markus Eder     | Slopestyle (m) |           |           |
|                 |                |           |           |
| Deborah Scanzio | Moguls (v)     |           |           |
| Silvia Bertagna | Slopestyle (v) |           |           |

### Kunstrijden
| Olympiër | Onderdeel | Resultaat | Prestatie |
| --- | --------- | --------- | --- |
| Paul Bonifacio Parkinson | Mannen    | 27e       | 56.30 (korte kür: 56.30, vrije kür niet bereikt) |
| Carolina Kostner | Vrouwen   | Brons     | 216.73 (korte kür: 74.12, vrije kür: 142.61) |
| Valentina Marchei | Vrouwen   | 11e       | 173.33 (korte kür: 57.02, vrije kür: 116.31) |
| Stefania Berton Ondřej Hotárek | Paren     | 11e       | 179.08 (korte kür: 63.57, vrije kür: 115.51) |
| Nicole Della Monica Matteo Guarise | Paren     | 16e       | 137.86 (korte kür: 51.64, vrije kür: 86.22) |
| Anna Cappellini Luca Lanotte | IJsdansen | 6e        | 169.50 (korte kür: 67.58, vrije kür: 101.92) |
| Charlène Guignard Marco Fabbri | IJsdansen | 14e       | 144.78 (korte kür: 58.14, vrije kür: 86.64) |
| Paul Bonifacio Parkinson Carolina Kostner Valentina Marchei Stefania Berton / Ondřej Hotárek Anna Cappellini / Luca Lanotte Charlène Guignard / Marco Fabbri | Team      | 4e        | 52 punten mannen - korte kür: 1 pt. (53.94), vrije kür: 6 ptn. (121.23) vrouwen - korte kür: 9 ptn. (70.84), vrije kür: 8 ptn. (112.51) paren - korte kür: 7 ptn. (70.31), vrije kür: 8 ptn. (120.82) ijsdansen - korte kür: 6 ptn. (64.92), vrije kür: 7 ptn. (81.25) |

### Langlaufen
Mannen
| Olympiër                                                  | Onderdeel         | Resultaat | Prestatie |
| --------------------------------------------------------- | ----------------- | --------- | --------- |
| Roland Clara                                              | 30 km skiatlon    |           |           |
| Roland Clara                                              | 50 km vrije stijl |           |           |
| Francesco de Fabiani                                      | 15 km klassiek    |           |           |
| Francesco de Fabiani                                      | 30 km skiatlon    |           |           |
| Giorgio di Centa                                          | 30 km skiatlon    |           |           |
| Giorgio di Centa                                          | 50 km vrije stijl |           |           |
| David Hofer                                               | Sprint            |           |           |
| Enrico Nizzi                                              | Sprint            |           |           |
| Dietmar Nöckler                                           | Sprint            |           |           |
| Dietmar Nöckler                                           | 15 km klassiek    |           |           |
| Fabio Pasini                                              | 15 km klassiek    |           |           |
| Mattia Pellegrin                                          | 15 km klassiek    |           |           |
| Federico Pellegrino                                       | Sprint            |           |           |
| David Hofer Federico Pellegrino                           | Teamsprint        |           |           |
| Roland Clara Giorgio di Centa David Hofer Dietmar Nöckler | Estafette         |           |           |

Vrouwen
| Olympiër                                                                  | Onderdeel         | Resultaat | Prestatie |
| ------------------------------------------------------------------------- | ----------------- | --------- | --------- |
| Debora Agreiter                                                           | 15 km skiatlon    |           |           |
| Debora Agreiter                                                           | 30 km vrije stijl |           |           |
| Elisa Brocard                                                             | 10 km klassiek    |           |           |
| Elisa Brocard                                                             | 15 km skiatlon    |           |           |
| Virginia de Martin Topranin                                               | 15 km skiatlon    |           |           |
| Virginia de Martin Topranin                                               | 30 km vrije stijl |           |           |
| Ilaria Debertolis                                                         | Sprint            |           |           |
| Greta Laurent                                                             | Sprint            |           |           |
| Marina Piller                                                             | 10 km klassiek    |           |           |
| Marina Piller                                                             | 15 km skiatlon    |           |           |
| Gaia Vuerich                                                              | Sprint            |           |           |
| Greta Laurent Gaia Vuerich                                                | Teamsprint        |           |           |
| Elisa Brocard Virginia de Martin Topranin Ilaria Debertolis Marina Piller | Estafette         |           |           |

### Noordse combinatie
| Olympiër           | Onderdeel                | Resultaat | Prestatie                                                               |
| ------------------ | ------------------------ | --------- | ----------------------------------------------------------------------- |
| Armin Bauer        | Gundersen normale schans | 14e       | schansspringen: 92,5 m - 107,3 p (35e; +1.37) langlaufen: 23.19,7 (7e)  |
| Armin Bauer        | Gundersen grote schans   | 23e       | schansspringen: 115,0 m - 91,4 p (41e; +2.30) langlaufen: 22.23,5 (3e)  |
| Samuel Costa       | Gundersen normale schans | 30e       | schansspringen: 91,0 m - 106,1 p (40e; +1.42) langlaufen: 24.31,2 (28e) |
| Giuseppe Michielli | Gundersen grote schans   | 41e       | schansspringen: 114,5 m - 89,1 p (44e; +2.40) langlaufen: 24.16,9 (37e) |
| Alessandro Pittin  | Gundersen normale schans | 4e        | schansspringen: 94,5 m - 113,4 p (25e; +1.12) langlaufen: 22.47,5 (1e)  |
| Alessandro Pittin  | Gundersen grote schans   | 18e       | schansspringen: 119,5 m - 93,2 p (39e; +2.23) langlaufen: 22.20,5 (1e)  |
| Lukas Runggaldier  | Gundersen normale schans | 7e        | schansspringen: 97,0 m - 115,7 p (21e; +1.03) langlaufen: 23.06,9 (3e)  |
| Lukas Runggaldier  | Gundersen grote schans   | 28e       | schansspringen: 112,5 m - 86,8 p (46e; +2.49) langlaufen: 22.44,0 (11e) |
|                    | Landenwedstrijd          |           |                                                                         |

### Rodelen
| Olympiër                                                             | Onderdeel | Resultaat | Prestatie |
| -------------------------------------------------------------------- | --------- | --------- | --------- |
| Dominik Fischnaller                                                  | Mannen    |           |           |
| Emanuel Rieder                                                       | Mannen    |           |           |
| Armin Zöggeler                                                       | Mannen    |           |           |
| Sandra Gasparini                                                     | Vrouwen   |           |           |
| Sandra Robatscher                                                    | Vrouwen   |           |           |
| Andrea Voetter                                                       | Vrouwen   |           |           |
| Patrick Gruber Christian Oberstolz                                   | Dubbels   |           |           |
| Ludwig Rieder Patrick Rastner                                        | Dubbels   |           |           |
| Sandra Gasparini Armin Zöggeler Patrick Gruber / Christian Oberstolz | Estafette |           |           |

### Schaatsen
| Olympiër               | Onderdeel  | Resultaat | Prestatie        |
| ---------------------- | ---------- | --------- | ---------------- |
| Matteo Anesi           | 1500 m (m) | 39e       | 1.50,59 (+5,59)  |
| David Bosa             | 500 m (m)  | 31e       | 71,28 (+1,97)    |
| Andrea Giovannini      | 5000 m (m) | 17e       | 6.30,84 (+20,08) |
| Mirko Nenzi            | 500 m (m)  | 28e       | 71,07 (+1,76)    |
| Mirko Nenzi            | 1000 m (m) | 25e       | 1.10,32 (+1,93)  |
| Mirko Nenzi            | 1500 m (m) | 17e       | 1.47,48 (+2,48)  |
|                        |            |           |                  |
| Yvonne Daldossi        | 500 m (v)  | 30e       | 78,64 (+3,94)    |
| Francesca Lollobrigida | 3000 m (v) | 23e       | 4.16,52 (+16,18) |

### Schansspringen
| Olympiër            | Onderdeel          | Resultaat    | Prestatie                                                                  |
| ------------------- | ------------------ | ------------ | -------------------------------------------------------------------------- |
| Davide Bresadola    | Normale schans (m) | DSQ          | kwalificatie: 38e; 104,3 ptn (90,5 m) finale: gediskwalificeerd            |
| Davide Bresadola    | Grote schans (m)   |              |                                                                            |
| Sebastian Colloredo | Normale schans (m) | 28e          | kwalificatie: 11e; 116,9 ptn (97,0 m) finale: 232,6 ptn (97,0 m en 94,0 m) |
| Sebastian Colloredo | Grote schans (m)   |              |                                                                            |
| Roberto Dellasega   | Normale schans (m) | kwalificatie | kwalificatie: 43e; 98,4 ptn (89,5 m)                                       |
| Roberto Dellasega   | Grote schans (m)   |              |                                                                            |
|                     |                    |              |                                                                            |
| Evelyn Insam        | Normale schans (v) |              |                                                                            |
| Elena Runggaldier   | Normale schans (v) |              |                                                                            |

### Shorttrack
Mannen
| Olympiër                                                                      | Onderdeel | Resultaat | Prestatie |
| ----------------------------------------------------------------------------- | --------- | --------- | --------- |
| Yuri Confortola                                                               | 500 m     |           |           |
| Yuri Confortola                                                               | 1000 m    |           |           |
| Yuri Confortola                                                               | 1500 m    |           |           |
| Tommaso Dotti                                                                 | 500 m     |           |           |
| Tommaso Dotti                                                                 | 1500 m    |           |           |
| Yuri Confortola Tommaso Dotti Anthony Lobello Nicola Rodigari Davide Viscardi | Relay     |           |           |

Vrouwen
| Olympiër                                                                     | Onderdeel | Resultaat | Prestatie |
| ---------------------------------------------------------------------------- | --------- | --------- | --------- |
| Arianna Fontana                                                              | 500 m     |           |           |
| Arianna Fontana                                                              | 1000 m    |           |           |
| Arianna Fontana                                                              | 1500 m    |           |           |
| Lucia Peretti                                                                | 1500 m    |           |           |
| Martina Valcepina                                                            | 500 m     |           |           |
| Martina Valcepina                                                            | 1000 m    |           |           |
| Martina Valcepina                                                            | 1500 m    |           |           |
| Elena Viviani                                                                | 500 m     |           |           |
| Elena Viviani                                                                | 1000 m    |           |           |
| Arianna Fontana Cecilia Maffei Lucia Peretti Martina Valcepina Elena Viviani | Relay     |           |           |

### Skeleton
| Olympiër       | Onderdeel | Resultaat | Prestatie                               |
| -------------- | --------- | --------- | --------------------------------------- |
| Maurizio Oioli | Mannen    | 19e       | 3.50,68 (57,69 / 57,27 / 57,85 / 57,87) |

### Snowboarden
Mannen
| Olympiër           | Onderdeel            | Resultaat | Prestatie |
| ------------------ | -------------------- | --------- | --------- |
| Meinhard Erlacher  | Parallelreuzenslalom |           |           |
| Meinhard Erlacher  | Parallelslalom       |           |           |
| Roland Fischnaller | Parallelreuzenslalom |           |           |
| Roland Fischnaller | Parallelslalom       |           |           |
| Aaron March        | Parallelreuzenslalom |           |           |
| Aaron March        | Parallelslalom       |           |           |
| Christoph Mick     | Parallelreuzenslalom |           |           |
| Christoph Mick     | Parallelslalom       |           |           |
| Tommaso Leoni      | Snowboardcross       |           |           |
| Luca Matteotti     | Snowboardcross       |           |           |
| Emanuel Perathoner | Snowboardcross       |           |           |
| Omar Visintin      | Snowboardcross       |           |           |

Vrouwen
| Olympiër          | Onderdeel            | Resultaat | Prestatie |
| ----------------- | -------------------- | --------- | --------- |
| Corinna Boccacini | Parallelreuzenslalom |           |           |
| Corinna Boccacini | Parallelslalom       |           |           |
| Nadya Ochner      | Parallelreuzenslalom |           |           |
| Nadya Ochner      | Parallelslalom       |           |           |
| Raffaella Brutto  | Snowboardcross       |           |           |
| Michela Moioli    | Snowboardcross       |           |           |